# Grating Light Valve
GLV (acrónimo de Grating Light Valve) es un sistema de proyección de imágenes diseñado por Silicon Light Machines que se basa en la tecnología de sistemas microelectromecánicos. Funciona controlando y direccionando la luz que proviene de unos láseres semiconductores y forma una imagen de televisión en una pantalla o incluso en una pared. Este sistema, ya probado pero todavía no comercializado, proporciona unos colores con mucha brillantez y muy vívidos. Se presenta como un sistema que puede ser, en un futuro, una alternativa a las pantallas LCD o plasma. 

## Funcionamiento del sistema
La luz la proporciona tres láseres, uno proyecta luz roja, otro verde y el último azul. La luz coherente creada por cada uno de ellos pasa por una lente que varía la forma del haz de luz, a continuación la luz llega a una grating light valve, que es la pieza clave del sistema. Los rayos de luces difractados por la GLV pasan por un aparato que combina los tres colores y se les aplica un filtro de Fourier, seguidamente encontramos un conjunto de lentes que proyectan la luz hasta un espejo. Este espejo hace llegar la luz hasta la pantalla, creando una línea vertical de 1080 píxeles. El espejo se va moviendo para proporcionar un conjunto de imágenes verticales para crear la imagen completa, contrariamente al sistema de televisión convencional, que crea líneas horizontales. Se crean 60 imágenes completas cada segundo. La frecuencia con que se proyectan los 1080 píxeles es de 115kHz.

## Descripción de laGrating Light Valve
Cada GLV tiene 1080 grupos de cintas móviles, cada una de las cuales crea un píxel de color. Este grupo está formado por seis cintas colocadas en paralelo, cubiertas con una capa reflectante y enganchadas en sus extremos con un sustrato de silicona. Tres de ellas son fijas y tres son móviles. Dependiendo de la posición de las cintas se creará una luz con más o menos intensidad.
- Datos: Q376448